# Биполярен транзистор
Биполярните транзистори са най-широко разпространените дискретни полупроводникови елементи. Използват се за усилване, преобразуване и генериране на електрически сигнали.

## Общи сведения
Биполярният транзистор представлява полупроводников кристал с два P-N прехода, които се получават с помощта на трислойна полупроводникова структура на полупроводници с различен вид проводимости. В зависимост от редуването на слоевете се различават два основни вида биполярни транзистори: PNP и NPN. Средният слой, общ за двата прехода, е сравнително тънък и се нарича база (В). Неговата проводимост е противоположна на проводимостите на другите два слоя, които се наричат емитер (Е) и колектор (С).
Характерна особеност на всички биполярни транзистори е, че концентрацията на примесите в базата, определящи нейната основна проводимост, е много по-ниска от концентрацията на примесите в другите две области.
В зависимост от използвания полупроводников материал биполярните транзистори се делят на две основни групи: германиеви и силициеви. Освен това те се класифицират в зависимост от мощността на разсейване: маломощни – 0,3 W, средномощни – 3 W и мощни – над 3 W; от граничната честота: нискочестотни – до 3 MHz, средночестотни – от 3 до 30 MHz, високочестотни – от 30 до 300 MHz и свръхвисокочестотни – над 300 MHz от механизма на движението на токоносителите – дифузни и дрейнови; от технологията на производството – сплавни, конверсионни, епитаксиално-планарни, мезатранзистори и други.

## Многоемитерни транзистори
Това са маломощни транзистори, които нямат еквивалент в дискретната схемотехника. Тяхната най-важна особеност е, че коефициентът на усилване е около 0,01. Технологически това се постига, като площта на колектора е равна на площта на емитера (инверсен транзистор) и освен това базата не е толкова тънка. Многоемитерните транзистори притежават между 2 и 8 емитера и намират широко приложение в интегрални схеми от тип транзистор-транзисторна логика (ТТЛ).

## Основни схеми на свързване
Транзисторите се използват най-често като основен градивен елемент в усилвателните електронни схеми.
Управлението на изходния сигнал при биполярните транзистори става чрез инжекция на неосновни токоносители през два близко разположени PN-прехода. Наименованието „биполярни“ идва от това, че тяхната проводимост се обуславя от два вида токоносители – електрони и „дупки“за разлика от униполярните (транзистори без инжекция). Важно: Биполярният транзистор е елемент, който се управлява по ток. Полевите транзистори се управляват по напрежение като радиолампи, иначе казано, биполярните транзистори имат ниско входно съпротивление, а полевите – високо.
Всеки усилвател има четири извода: два входни – за сигнала, който се усилва, и два изходни – за усиления сигнал. Тъй като транзисторът е елемент с три извода, един от неговите изводи е общ за входната и изходната верига на усилвателя. Разгледан като четириполюсник, транзисторът може да бъде свързан в три различни схеми:
- схема обща база (СОБ)
- схема общ емитер (СОЕ)
- схема общ колектор(СОК)
- ключов режим

Независимо от схемата на включване (СОЕ, СОБ, СОК), управляващата верига на биполярния транзистор е преходът база-емитер, а управляваната верига е колектор-емитер.

### Схема СОБ (обща база)
Схемата не променя полярността на входния сигнал. Притежава много добри честотни свойства и добра линейност на волт-амперната характеристика. Има голяма стабилност при колебания на температурата.
СОБ намира приложение в генераторите и усилвателите за висока и междинна честота, т.е. в случаите, когато е необходима по-висока стабилност на температурните коефициенти, добри честотни свойства и ниско изходно съпротивление.
Малкото входно съпротивление ограничава нейното приложение в усилвателите на ниска честота, особено в предусилвателите, където е трудно съгласуването със следващите стъпала. В мощните стъпала с транзисторна връзка СОБ се прилага доста често, тъй като не дава големи линейни изкривявания и се използват най-добре честотните свойства на транзистора.

### Схема СОЕ (общ емитер)
СОЕ е с високо входно съпротивление (от порядъка на няколко килоома), а изходното е няколко десетки килоома. Входното и изходно съпротивление не се отличават така силно, както при СОБ, и това улеснява съгласуването на отделните стъпала. Коефициентът на усилване по ток β>>1. За разлика от СОБ и СОК, в СОЕ коефициентът на усилване по ток и напрежение могат да бъдат по-големи от 1 едновременно и така се достига максимално усилване по мощност. Обаче тази схема има ниска температурна стабилност и това налага използването на отрицателна обратна връзка (ООВ), с което се намалява коефициентът на усилване.
СОЕ дефазира входния сигнал на 180°. Има неравномерна честотна характеристика, а коефициентът
на нелинейни изкривявания е с голяма стойност и може да достигне до 5 – 15 %.
Независимо от нейните недостатъци, тя има най-добрите усилвателни свойства, поради което е основен тип схема за усилване на малки сигнали.

### Схема СОК (общ колектор, емитерен повторител)
СОК има голямо входно съпротивление (десетки или стотици килоома) и малко изходно съпротивление (десетки или стотици ома). Коефициентът на усилване по напрежение е по-малък от 1. Схемата СОК е по-добра от СОЕ по отношение на температурна стабилност.
Тя не изменя полярността на входния сигнал. Коефициентът на нелинейни изкривявания има малка стойност (< 1 %).
СОК намира приложение при съгласуване на съпротивленията между отделните стъпала — както в предусилвателите, така и в мощните нискочестотни усилватели.

### Схема на транзистор като интегрален диод
По същество интегралните диоди представляват транзистори, на които се използва само един от PN преходите (или и двата, свързани паралелно). Един биполярен транзистор може да бъде използван като диод по 5 различни начина. Основните параметри на интегралните диоди са:
1. обратно пробивно напрежение;
2. пад на напрежение в права посока;
3. време на превключване.

Трябва да се има предвид, че при интегралните диоди също са налице нежелани паразитни транзистори, които могат да се отпушат по време на работа.
Видовете диоди според свързването са:
а) анод – база, свързана към колектор; катод – емитер
б) анод – Емитер, свързан към база; катод – колектор
в) анод – база; катод – емитер; колекторът е висящ
г) анод – база; катод – колектор; емитерът е висящ
д) анод – база; катод – емитер, свързан към колектор
Когато са необходими по-високи пробивни напрежения, се използват схеми на свързване „б“ и „г“. В този случай времето на превключване е около 50-100 ns. Особено често се използва диодът „а“, тъй като има най-малко време на превключване – около 10 ns.

### Съставни транзистори
Два или повече биполярни транзистори, които са свързани така, че като цяло да образуват усилвателен прибор с три извода, се наричат съставен транзистор. Най-важната особеност на така получения прибор е големият му коефициент на усилване по ток β, който на практика може да достигне до 1000 – 5000, а в някои случаи и до 30 000.

#### Схема Дарлингтон
В общия случай схемата се състои от два еднотипни транзистора, чиито колектори са свързани заедно. Ако се пренебрегнат неуправляемите токове, може да се напише:
Ic1 = β1.Ib и Ic2 = β2.Ib2 = β2.Ie1 = β2(1 + β1).Ib
Освен това
Ic = Ic1 + Ic2 = β1.Ib + β2.Ie1 = (β1 + β2 + β1.β2)Ib
От тук следва, че при два транзистора резултатният коефициент на усилване по ток е
βD = β1 + β2 + β1.β2 βD = β1.β2
По аналогичен начин се намира коефициентът на усилване по ток на 3 транзистора: βD=β1.β2.β3.
Важна особеност на схема Дарлингтон е, че отделните транзистори не работят при еднакъв режим, тъй като колекторните им токове на покой се различават твърде много. Например при два транзистора, ако
Iсп2 = 1mA β2=100, то
Iсп1 = 10μА
т.е. Т1 ще работи в микрорежим (при колекторни токове под 20 – 50 μА коефициентът β силно намалява). За да не работи Т1 в микрорежим, понякога в емитера му се включва токоотвеждащ резистор R. Той осигурява по-голям колекторен ток на покой на Т1, поради което коефициентът β няма да е така малък. Едновременно с това обаче R шунтира входа на Т2 и намалява усилването. Затова стойността на R се подбира с оглед получаването на максимален ефект.
Схема Дарлингтон се състои най-често от транзистори, които не са еднакви, а всеки следващ е по-мощен от предходния. Недостатък на тази схема е лошата температурна стабилност, дължаща се на дискретната връзка между транзисторите. Друга особеност е, че схемата има по-ниска гранична честота от най-високочестотния транзистор, участващ в нея.
В схемно отношение Дарлингтон може да се разгледа като обикновен биполярен транзистор с голям коефициент на усилване по ток, с голямо и малко изходно съпротивление, който може да се включи по трите основни схеми (СОЕ, СОБ, СОК). Входното съпротивление на схемата (h11D) е много по-голямо от това на отделните транзистори. Причината за това е, че първият транзистор е включен в СОК, а вторият СОЕ. При два транзистора входното съпротивление се смята по формулата:
RвхD = Rвхт1 + β1Rвхт2
Първият транзистор работи в микрорежим и неговото входно съпротивление има голяма стойност. Изходното съпротивление е много по-малко и се изчислява с формулата
RизхD = (Rизх1.Rизх2): (Rизх1 + β2Rизх2)
При два транзистора стръмността на схемата е равна на
Sd = h21т1: h11т2

## Системи от параметри
Система h-параметри
h11e е входното съпротивление. Стойностите на h11e са от порядъка на няколко килоома при постоянен ток на колектора Ic = 1 mA. Стойностите на h11b са от порядъка на няколко десетки ома при постоянен ток на емитера Ie = 1 mA. Стойностите на h11c и h11e са приблизително равни.
{\displaystyle h11e=UBE:Ib} [Ω]
h12e е коефициентът на обратна връзка по напрежение, безразмерна величина. Стойностите на h12е са от порядъка на 0,001. Стойностите на h12b са от порядъка на 0,001 до 0,0001. Рядко се използва. При изчисляване на схеми стойностите на h12c = 1.
{\displaystyle h12e=UCE:UBE}
h21e е коефициентът на предаване по ток, безразмерна величина. Характеризира усилвателните свойства на транзистора. Стойностите му са от 20 до 400. Ако са дадени гранични стойности, например h21e=20 – 60, средната стойност се определя по формулата h21e=√60.20. Стойностите на h21b са около 0,96 а h21c=h21e.
{\displaystyle h21e=Ic:Ib}
h22e е коефициентът на изходна проводимост. Стойностите на h22e са от порядъка на 0.00005 S(сименса)
{\displaystyle h22e=Ic:UCE} [S]
Система у-параметри
При тях за независими променливи се избират токовете, а за зависими променливи – напреженията. Системата уравнения на четириполюсника има вида:
{\displaystyle i1=y11.u1+y12.u2}
{\displaystyle i2=y21.u1+y22.u2}
Коефициентите u1 и u2 в уравненията представляват параметрите на транзистора. Тяхната мерна единица е сименс. Физическият смисъл на коефициентите y11, y12, y21, y22 може да се обясни, като се направят опити на късо съединение по променлив ток. В тези случаи коефициентите се определят като отношенията:
{\displaystyle y11e=Ib:UCE} Входяща проводимост
{\displaystyle y12e=Ib:UBE} Обратна проходна проводимост
{\displaystyle y21e=Ic:UBE} Права проходна проводимост
{\displaystyle y22e=Ic:UCE} Изходна проводимост
Аналогично могат да се изведат и уравненията на другите схеми на свързване, като се имат предвид входните и изходните напрежения и токове.
Усилвателните свойства на транзисторите за малък променлив сигнал с висока честота е удобно да се изчисляват с у параметрите, като се отчете влиянието на капацитетите и зависимостта на параметрите от честотата. Тогава у параметрите се разглеждат като комплексни числа с активна съставяща (g) и реактивна (jωC). В практиката най-широко приложение намират у параметрите на схема свързана по СОЕ (тези у параметри се отбелязват с малка точица над самия у).
y11e=g11e+jωC11e
y12e=g12e+jωC12e
y21e=g21e+jωC21e
y22e=g22e+jωC22e
g11e и g22e са активни съставящи съответно на входната и изходна проводимост в режим на късо съединение. Параметрите g12e и g21e са активни съставящи на обратната и правата проходна проводимост в режим на късо съединение на входа и изхода. C11 и C22 са съответно входен капацитет и изходен капацитет на четириполюсника. С12 и С21 са съответно прав и обратен проходен капацитет.

## Транзистор на Шотки
Ако между колектора и базата на обикновен транзистор се свърже диод на Шотки, се получава транзистор на Шотки. Неговото основно предимство е повишеното бързодействие, като времето на превключване се намалява до 1-3 ns (срещу 10-20 ns при стандартните транзистори).
В нормален усилвателен режим диодът на Шотки е запушен и не оказва влияние върху работата на транзистора. В импулсен режим на входа на транзистора се подават краткотрайни импулси с големина 3 – 5 V с цел да се получи максимално отпушване. Ако такъв диод липсва, степента на насищане на базата с неосновни токоносители е голяма и за разсейването им е необходимо значително време (транзисторът влиза в степен на високо насищане или, иначе казано, товарната права минава в триодната област от изходната характеристика), т.е. не може да достигне голямо бързодействие. Когато между базата и колектора е включен диод на Шотки, при наличие на входни импулси последният се отпушва и част от входния ток се отклонява през диода. Така степента на насищане на базата е по-малка и значително намалява времето за разсейване на неосновните токоносители, респективно времето за превключване на транзистора. Шотки транзисторите намират приложение в TTL схемите с повишено бързодействие.